# Rio Taperoá
O rio Taperoá é um curso d'água brasileiro que banha o estado da Paraíba. O rio, que deu nome ao município homônimo, nasce na Serra do Teixeira e, após percorrer os municípios de Taperoá, Parari, São João do Cariri e Cabaceiras, deságua no Açude Epitácio Pessoa, que represou o Paraíba.

## História
No livro Os alicerces de Campina Grande (1697–1864) há a seguinte citação sobre a descoberta de suas cabeceiras:
O capitão-mor Teodósio de Oliveira Lêdo parece ter sido o primeiro homem civilizado a subir o rio Taperoá. É provável que, tendo se aproximado das cabeceiras desse rio, na Serra do Pico, descesse ao norte (...) e pelas margens do rio da Farinha, seguisse o Espinharas chegando até [a região de] Piranhas.
Até ao século XIX o Taperoá era denominado de Unebatucu.

## Geografia
O rio Taperoá é um dos principais afluentes do Rio Paraíba, com a sua bacia hidrográfica de mais de 5 mil km² e mais de 200 mil habitantes residindo ao longo do seu percurso em que percorre altitudes modestas, onde geralmente variam entre 500 e 300 metros acima do nível do mar, e podem ser observadas em margens uma vegetação de Caatinga hiperxerófila ao longo de todo o seu percurso.

### Pluviometria
As quatro cidades cortadas pelo rio Taperoá apresentam pluviometria por volta de 500mm anuais ou menos, com tendência de diminuição da média pluviométrica conforme o rio percorre o seu leito e vai diminuindo a altitude.
| Dados climatológicos para Taperoá             | Dados climatológicos para Taperoá | Dados climatológicos para Taperoá | Dados climatológicos para Taperoá | Dados climatológicos para Taperoá | Dados climatológicos para Taperoá | Dados climatológicos para Taperoá | Dados climatológicos para Taperoá | Dados climatológicos para Taperoá | Dados climatológicos para Taperoá | Dados climatológicos para Taperoá | Dados climatológicos para Taperoá | Dados climatológicos para Taperoá | Dados climatológicos para Taperoá |
| Mês                                           | Jan                               | Fev                               | Mar                               | Abr                               | Mai                               | Jun                               | Jul                               | Ago                               | Set                               | Out                               | Nov                               | Dez                               | Ano                               |
| --------------------------------------------- | --------------------------------- | --------------------------------- | --------------------------------- | --------------------------------- | --------------------------------- | --------------------------------- | --------------------------------- | --------------------------------- | --------------------------------- | --------------------------------- | --------------------------------- | --------------------------------- | --------------------------------- |
| Precipitação (mm)                             | 34,1                              | 83,1                              | 134,9                             | 109,7                             | 50,5                              | 28,2                              | 20,1                              | 7,5                               | 2,4                               | 4,7                               | 10,6                              | 26,1                              | 493,5                             |
| Fonte: Departamento de Ciências Atmosféricas. |                                   |                                   |                                   |                                   |                                   |                                   |                                   |                                   |                                   |                                   |                                   |                                   |                                   |

| Dados climatológicos para São João do Cariri  | Dados climatológicos para São João do Cariri | Dados climatológicos para São João do Cariri | Dados climatológicos para São João do Cariri | Dados climatológicos para São João do Cariri | Dados climatológicos para São João do Cariri | Dados climatológicos para São João do Cariri | Dados climatológicos para São João do Cariri | Dados climatológicos para São João do Cariri | Dados climatológicos para São João do Cariri | Dados climatológicos para São João do Cariri | Dados climatológicos para São João do Cariri | Dados climatológicos para São João do Cariri | Dados climatológicos para São João do Cariri |
| Mês                                           | Jan                                          | Fev                                          | Mar                                          | Abr                                          | Mai                                          | Jun                                          | Jul                                          | Ago                                          | Set                                          | Out                                          | Nov                                          | Dez                                          | Ano                                          |
| --------------------------------------------- | -------------------------------------------- | -------------------------------------------- | -------------------------------------------- | -------------------------------------------- | -------------------------------------------- | -------------------------------------------- | -------------------------------------------- | -------------------------------------------- | -------------------------------------------- | -------------------------------------------- | -------------------------------------------- | -------------------------------------------- | -------------------------------------------- |
| Precipitação (mm)                             | 25,9                                         | 54,1                                         | 90,4                                         | 81,3                                         | 48,1                                         | 31,0                                         | 22,9                                         | 6,3                                          | 1,8                                          | 5,3                                          | 6,3                                          | 12,1                                         | 384,8                                        |
| Fonte: Departamento de Ciências Atmosféricas. |                                              |                                              |                                              |                                              |                                              |                                              |                                              |                                              |                                              |                                              |                                              |                                              |                                              |

| Dados climatológicos para Cabaceiras                                | Dados climatológicos para Cabaceiras | Dados climatológicos para Cabaceiras | Dados climatológicos para Cabaceiras | Dados climatológicos para Cabaceiras | Dados climatológicos para Cabaceiras | Dados climatológicos para Cabaceiras | Dados climatológicos para Cabaceiras | Dados climatológicos para Cabaceiras | Dados climatológicos para Cabaceiras | Dados climatológicos para Cabaceiras | Dados climatológicos para Cabaceiras | Dados climatológicos para Cabaceiras | Dados climatológicos para Cabaceiras |
| Mês                                                                 | Jan                                  | Fev                                  | Mar                                  | Abr                                  | Mai                                  | Jun                                  | Jul                                  | Ago                                  | Set                                  | Out                                  | Nov                                  | Dez                                  | Ano                                  |
| ------------------------------------------------------------------- | ------------------------------------ | ------------------------------------ | ------------------------------------ | ------------------------------------ | ------------------------------------ | ------------------------------------ | ------------------------------------ | ------------------------------------ | ------------------------------------ | ------------------------------------ | ------------------------------------ | ------------------------------------ | ------------------------------------ |
| Precipitação (mm)                                                   | 15,4                                 | 36,6                                 | 49,3                                 | 63                                   | 38,9                                 | 37,4                                 | 35,4                                 | 12,2                                 | 3,4                                  | 3                                    | 3,1                                  | 6,9                                  | 316,6                                |
| Fonte: Universidade Federal de Campina Grande (UFCG) (climatologia) |                                      |                                      |                                      |                                      |                                      |                                      |                                      |                                      |                                      |                                      |                                      |                                      |                                      |